# イースVIII
『イースVIII -Lacrimosa of DANA-』（イースエイト ラクリモサ・オブ・ダーナ）は、日本ファルコムから発売されたアクションロールプレイングゲーム。
「イースシリーズ」の第8作目で、『イース8』とも表記される。『イースVII』以来7年ぶりの続編。PlayStation Vita版は2016年7月21日に発売され、PlayStation 4版は2017年5月25日に発売された。
Steam（Windows）版は2017年9月13日に発売予定だったが、発売当日になって突然「最適化不足のため」としてリリース延期のアナウンスが開発者より行われ、最終的に2018年4月17日へと改められた。また、同時にGOG.comでも配信される。
2018年6月28日にNintendo Switch版が日本一ソフトウェアより発売された。
2025年7月31日にPlayStation 5版がリマスター版として、後作の『イースIX』と同時発売予定。

## 概要
2014年にイース最新作（当時タイトルは未定）としてSCEJA Pressconfference2014にて発表。プラットフォームをPS4及びPS Vitaとして発表された。以来、長らく最新情報が出ないまま沈黙状態が続いたが、2015年12月にTwitterにて正式タイトルと発売時期が両機種とも2016年夏と発表された。また、同日に公式サイトがオープンする。
その後、2016年にPS Vita版は7月21日に、PS4版は2017年に発売延期されることが告知される。PS Vitaでは2012年に発売された前作『イース セルセタの樹海』に続き「2作目のイースシリーズ」であり、PS4版はファルコム初のPS4タイトルとなる。
ゲームシステムは『セルセタの樹海』を継承している。『セルセタの樹海』で好評だったマッピングを継承したり、「記憶の欠片」の要素を発展させ、シリーズでお馴染みのアドルと新キャラのダーナのダブル主人公制となっている。
マルチエンディングを採用している

## ゲームシステム

### 冒険具
セイレン島の探索中、または特定の条件を満たすと入手できる、特殊な道具。「蔦をよじ登れる」「暗闇を照らす」「水の上に浮く」……など、冒険を進める上で便利な効果が得られる。
冒険具は装備できる数が限られているため、必要に応じてアイテムメニューから付け替える必要がある。最終的には、最大6つまで冒険具を装備できるようになる。
序盤は、冒険具の装備スロットが1つしかないため、いちいち付け替えするのがやや面倒であるが、ゲームが進むと手に入る「探索の心得」という書物を使用することで、一度に装備できる数が1つずつ増えていくため、付け替えのストレスは解消されていく。

### 漂流村
最初に合流したアドル、ラクシャ、ドギ、バルバロス船長たちが、島の南東の岩山に囲まれた場所に作った本作の拠点。村には地図上からボタンひとつで帰還可能。
島の探索で発見した漂流者を加えることで、鍛冶・診察所・交換所・畑……などといった各施設が使えるようになっていき、武器の強化や装備品の購入、野菜の栽培など様々なことができる。
また、漂流者たちが増えれば、島の各地を塞ぐ障害物を壊せるようになり、新たなエリアへと侵入したり、宝箱などを入手できるようになる。

### 迎撃戦
モンスター達から漂流村を守るタワーディフェンスゲーム。ある程度ゲームが進むと参加できるようになる。一部を除いて参加は任意。
ドギに話しかけることで迎撃戦用の施設を設置・強化して村の強化を行える。一度発生した迎撃戦は何度でも再プレイでき、クリア評価を高めることができる。
基本的には通常と同じように戦うが、HPとSPは自動回復する。画面上部に表示されるゲージが戦況に応じて変化し、優勢になるほどSPの回復速度が早まるため有利になる。ドギ達は別動隊として戦っており、時折サポートスキルや投石器（投石器の設置が必要）で援護してくれる。
PS4版以降は逆に襲撃側となり敵の拠点を制圧していく「制圧戦」が追加された。

### クエスト
漂流村の掲示板で受けられるお使いイベント。達成すると村民の好感度が上昇したりアイテムを得られる。クエストには期間が設けられており、期間を過ぎると失敗扱いになる。
好感度は迎撃戦でのサポートスキルの強化に影響するほか、アイテム入手にも繋がるため、できるだけクエストをこなしながら、交換所のプレゼントで好感度を上げたほうがいい。

### スタイルチェンジ
ダーナ編でPS4版以降から追加されたダーナ専用のシステム。水の力を使う斬属性の「イクルシアン」（Vita版での姿）、地の力を使う打属性の「グラティカ」、光の力を使う射属性の「ルミナス」を任意にチェンジできるようになる。各スタイルで髪や衣装、能力値やモーションが変化する。仕掛けを解くためにも重要となる。

### 夜間探索
PS4版以降から追加された夜のセイレン島を探索できる新要素。ある程度ゲームを進め、ドギに依頼されるクエストをクリアすると探索可能になる。夜間は強力な敵が出現し、数も多くなるため危険度が高いがレア素材を入手しやすくなる。また、夜間のマップは昼とは別に管理されているため再探索が必要な他、宝箱や採取ポイントの配置も異なっている。

## 評価
PS4版は「PlayStation Awards 2017」のユーザーズチョイス賞を受賞した。
ネット上のファンの間でも、イースシリーズの中でも「屈指の名作」として評価されることが多く、2022年に行われた「イースシリーズ作品人気ランキング」においても、2位の「イースII Ancient Ys Vanished The Final Chapter」(215票)、3位の「イースIX -Monstrum NOX-」(77票)を圧倒的な得票数で引き離して、得票率45.1％を記録して1位（460票）を獲得している。
その理由としては、3Dアクションとなった前作「イース セルセタの樹海」からゲームシステムがさらに洗練され、操作性やグラフィック面でも完成度が高まったことが挙げられる。さらに無人島での冒険要素や、村の育成要素のほか、バリエーションのある敵キャラクターと美しい大自然のマップ、過去と未来を行き来しながら2人の主人公たちが紡いでいくストーリー展開……などがうまく組み合わさっていることが大きく評価されている。

## ストーリー
本作は、「イースV 砂の都ケフィン」のその後に行われた、21歳になった主人公アドルの冒険日誌の一冊「ゲーテ海案内記」に記されている冒険譚である。
プロローグ
世界中を旅する冒険家アドル・クリスティンは、相棒のドギと共に大型客船ロンバルディア号で船旅を送っていた。しかし、船が謎の巨大な海洋生物に襲われて沈没し、呪われた島と呼ばれる無人島『セイレン島』に漂着してしまう。
そこは、太古に滅びたはずの巨大で狂暴な獣『古代種』が徘徊する危険地帯だった。古代種たちは、いわゆる恐竜の姿をしており、通常の武器では全くダメージを与えることができない圧倒的な力を持つ、このセイレン島の頂点に位置する生物であった。
他の漂着者を見つけて島から脱出するため、アドルは同じく島へ流れ着いていた面々、生真面目で潔癖症な貴族の娘・ラクシャ、がさつな大男の漁師・サハドらと共にパーティーを組んで、当面の生活の場となる『漂流村』を設立し、そこを拠点として島の調査を行うことになる。
序盤
島に漂着して以来、アドルは眠りにつく度に「奇妙な夢」を見るようになる。その内容は、ダーナという名の女性が『エタニア王国』の巫女となり、やがて人々を導いていく……というものだった。
セイレン島に流れ着いた多くの漂流者たちを助けていく中で、仲間たちは力を合わせてそれぞれの特技を活かして、工芸屋・診療所・交易所・工房・農場…などの施設を作っていき、着実に漂流村は発展していく。
しかし、ロムン帝国で「名無しの切り裂き魔」と恐れられていた容疑者がこの島に潜伏しており、村人たちを襲う事件が発生する。やがて、それまで信頼していた医師キルゴールこそが、その犯人であることが判明し、カーラン卿は小舟で海に逃げたところを海生古代種に襲われて行方不明となり、バルバロス船長がキルゴールの凶刃にかかり命を落とす。
悲しみを乗り越えて更なる冒険を続ける中で、物品の輸送を請け負っている運び屋の一族で「銃使い」のヒュンメル、セイレン島で暮らしているという天真爛漫な少女・リコッタをパーティーに加えた一行は、古代種に対抗できるという幻の金属『ヒイロカネ』を使った武器を入手する。
中盤
アドルが見る夢は次第に鮮明になり、やがてアドルとダーナは意識と記憶を共有できるようになり、これがただの夢ではない事を理解する。エタニア王国が将来滅びることを知ったダーナは、『ヒモロギの苗木』を植えて大樹にすることで、行く手を遮られているアドルの道を切り開いていき、王国滅亡の手がかりを探ろうとする。
やがて、島の調査のため中央の山を越えて反対側へと移り、そこでアドルたちが見たものは、悠久の時を経て廃墟となった『王都アイギアス』と、奉られていた大樹の根本で夢と変わらぬ若さのまま眠り続けていた「ダーナ」その人だった。アドルの呼び掛けで目覚めるも、彼女は王国が滅びる頃から今までのことを一切覚えていなかった。
アドルたちはダーナを漂流村に迎え入れるが、それと同時期から古代種の活動が活発になり、漂流村にまで襲いかかってくるようになる。島からの脱出を目指すアドルたちは、エタニア遺跡の調査と並行して船の建造を進めつつ、島からの脱出を遮っている海洋性古代種オケアノスの討伐に成功する。活発化する古代種たちに抵抗しつつ遺跡の調査を行う中で、次第にダーナの記憶が蘇っていく。
終盤
過去において、王都に流星が落下する予知を見たダーナは、女王サライたちと対策を行うが、飛来した無数の流星群は障壁を突き破って王都を半壊させる。さらに流星による衝撃により地殻変動を誘発し、火山の噴火や津波が頻繁に起こり、これまで見たことのない古代種が出現するようになる。そんな中、怪しいローブ姿の不審者が現れて、ダーナに「王家の谷」へ行くよう告げる。
王家の谷に向かったアドル達は、そこでかつてエタニア王国で起こった真実が明らかとなる。「はじまりの大樹」は一定期間ごとに天変地異を起こして、弱い種を淘汰して強い種だけを選別することで「世界の進化」を促すシステムの装置だったのだ。そして、その選別の日は「涙の日(ラクリモサ)」と呼ばれ、エタニア王国が滅びることは必然だという。
その後、はじまりの大樹は不思議な霧に包まれて繭のようになり、より凶暴さを増した「エタニア紀以前の古代種」が現れるようになる。そして、ローブ姿のウーラを始めとする《進化の護り人》たちが霧の中から姿を現し、「古代世界への回帰」によって人間が淘汰されることを告げる。さらに、古代種を単独で倒したアドルは、種が滅んだ後に永久に世界を見届けていく《進化の護り人》に選ばれてしまう。
そして、失われていたダーナの記憶がすべて明らかになる。過去のダーナは孤軍奮闘したものの、エタニア人たちは天変地異により全て死に絶えてしまっていた。護り人となり不老不死となったダーナは、アドルたち人類を救うため、更にはウーラの正体である「女王サライ」ら護り人たちをも救うために、自らの意識を封印することでアドル達のいる未来へと時間移動していたのだ。
ラスト
唯一「はじまりの大樹」のラクリモサに対抗できるという「想念の樹」は、まだ成長しきっていなかったことから、アドル達は想念の樹を育てるべく、過去に滅ぼされた4種族たちの想念を解放していく。
すべての想念を解放して、大樹へと成長した「想念の樹」から力を受け取り、想剣ミストルティンを入手したアドル達は、「はじまりの大樹」の力の根源であるテオス・デ・エンドログラムを打ち倒す。しかし、駆け付けたウーラによると、「ラクリモサによる淘汰を止めることが出来たものの、このままではこの世界自体が消失してしまう」と告げられ、世界が白くフェードアウトしていく……。
エピローグ
アドルが目を覚ますと、そこは漂流村のベッドの上だった。想剣ミストルティンは力を失って普通の剣になっており、アドルの身体からは「護り人の刻印」が消え去っていた。漂流村の仲間たちは島からの脱出の準備をしていたが、仲間たちからは古代種やヒイロカネの記憶、そしてダーナがいた記憶もなくなっていた。
エタニア王国や寺院、「はじまりの大樹」も消え去っており、はじまりの大樹を創造した女神・大地神マイアが現れて、仲間たちの失っていた記憶を元に戻す。これまでに起こったあらゆる事象、すべての種の営みやラクリモサは、眠っていた大地神マイアの「夢そのもの」であると言う。アドル達は世界を亡ぼし、女神マイアによって再構成された世界にいたのだ。
マイアは、ダーナを探すための手助けのため「はじまりの深淵」への扉を開き、アドル達はそこで原始生物「はじまりのいのち」に触れることで、概念化していたダーナを認識することが出来るようになる。ダーナは今後、マイアの眷属『進化の女神』として、護り人たちと共にラクリモサを管理することになり、アドル達と別れを告げる。
その後、皆が乗り込んだ船で大海原へと漕ぎ出し、物語は終わりを告げる。

## 登場人物

### メインキャラクター
アドル＝クリスティン
声 - 梶裕貴
シリーズかつ本作の主人公である赤毛の冒険家。本作では21歳。
物語序盤のプロローグでは、海を渡るついでに船員の仕事をしていたところ、船を襲ってきた巨大な触手によって船が沈没して、謎の無人島セイレン島に流れ着く。
ダーナ＝イクルシア
声 - 大西沙織
アドルが見る夢に現れる少女で、もう一人の主人公にしてメインヒロイン。性格は明るく、トラブルに遭いやすい。身長はアドルとほぼ同じだが、夢の中における周囲のエタニア人に比べ「小柄な体格」である。古代種が進化していったのがエタニア人であるため、エタニア人は大柄で力が強いのが特徴である。
"大樹の巫女"というものに選ばれた素質の持ち主。武器は半月刀。
第六部でテオス・デ・エンドログラムを倒したあとは、崩壊する世界を守るため、自身の存在を対価にして、女神マイアの眷属として「進化の女神」へと昇華する。

### パーティキャラクター
ラクシャ＝フォン＝ロズウェル
声 - 高森奈津美
ガルマン地方の貴族、ロズウェル男爵家の長女。19歳。武器はレイピア。
性格は、生真面目で潔癖症。登場シーンでは、水浴びしていた所でアドルに裸を見られたことから、ビンタをお見舞いした。
父親が貴族でありながら「古代種の研究」にのめり込んで、家が没落してしまったことから、自分もそこから逃げ出して家出をした。そのため男性に不信感を抱いており、アドルやサハドに対しても辛辣な態度をとる。とりわけアドルには一線を引いており、常にフルネームで呼んでいたが、次第に打ち解けていく。
サハド＝ノートラス
声 - 木内秀信
グリーク地方出身の漁師。41歳。武器は錨。ただの漁師なので武器など扱ったことはなく、錨というのも護身用に拾ったものをただ振るっているだけである。
がさつな面があるが義理人情に篤く、アドルやラクシャに友好的に接する。美人の妻と娘がいるらしい。一方で、立派な体躯に反して臆病な面もあり、古代種などを前にすると腰が引けている。
ヒュンメル＝トラバルト
声 - KENN
物品の輸送を請け負っている運び屋の一族「トラバルト家」の一員。24歳。武器は銃剣で、銃にナイフを括り付けている。なお、この時代では銃は開発されたばかりの最新兵器である。
何らかの輸送を目的としてセイレン島で行動している、クールな性格の青年。ただし、生真面目が過ぎて若干ずれているところもある他、やや現代でいう中二病のような気質も持つ。
リコッタの父上である探検家タナトスがなかば冗談で海に流していた、「船の設計図と好物のピクルスを届けてほしい」という手紙と宝石の入ったボトルメールを偶然拾ったことから、その契約を果たすためにセイレーン島に訪れる。
リコッタ＝ベルダイン
声 - 山本希望
アドルたちより先にセイレン島で暮らしているという天真爛漫な少女。年齢、出生とも不詳である。おそらく幼少時に島に漂流したものと思われるが、作中では一切語られていない。武器はウィップメイス。
島で一人で生活しているわけではなく、「父上」ことタナトス=ベルダイン、「センパイ」こと大型鳥のハシビロコウ、「ししょー」こと大猿のマスターコング……といった仲間がいる。

### 漂流村の住民
住民は、パロなどの動物を除きロンバルディア号の漂流者で構成されている。
ドギ
声 - 三宅健太
アドルと共に旅をしている相棒。26歳。怪力の持ち主で「壁壊し」の異名を持ち、沈没寸前のロンバルディアにて足場のバランスが不安定な状態ながら迫りくるタルを殴り壊す一幕を見せている。本作ではバルバロスを補佐する形で漂流村の各種設備の設営・整備を行う。
バルバロス船長
声 - 掛川裕彦
定期客船「ロンバルディア号」の船長。46歳。幼い娘がいるらしい。エレシアに向かうアドル・ドギを臨時の船員として働くことを条件に乗せた。船の沈没・セイレン島漂流の事態を招いたことに人一倍責任を感じており、漂流村の中心人物として漂流者たちを優れた統率力で束ねつつ、一刻も早い島からの脱出に向けて尽力する。物腰柔らかで穏やかな態度で常に誠実な態度で接するため、漂流者達からは信頼を寄せられている。
第二部でキルゴールの凶刃にかかり命を落とす。
アリスン
声 - 長久友紀
夫婦で乗船していたロンバルディア号の乗船客。23歳。夫の仕事を手伝っていた経験をいかし仕立て屋を開業する。後に身籠っていることが発覚する。
エド
声 - 新井良平
アリスンの夫。24歳。仕立て屋を営み、温和で一生懸命な人物。
ルーク / ホープ / ウィル
物語後半でアリスンが生んだ赤ん坊。名前はイベントの進め方で3つの候補から選ばれる。
キルゴール=ヴァイスマン医師
声 - 岸尾だいすけ
町で開業医をしていた男性乗客。32歳。漂流村では、人々の健康管理や薬品の調合を担当していた。
その正体は「名無しの切り裂き魔」で、軍人エアランに内密に追われていた。漂流村の船長やカーラン卿を襲って仲間たちを恐怖に陥れていたが、正体が露見された後、逃亡。その後、鋼線を武器にアドル達と戦闘を行うも、直後に現れた「古代種の竜」に捕食され、死亡する。
カーラン卿
声 - 龍田直樹
ロムン帝国貴族。52歳。尊大かつ傲岸不遜な人物で、村の運営や探索も手伝おうとせず他の漂流者からも嫌われる。唯一味方が不利になるサポートスキルを持つが、再加入後は有用なものに変化する。
カトリーン
声 - 平尾明香
代々鍛冶屋を営んできた女性。29歳。その手腕をいかし、武器の強化や防具の製造を担当する。ヒイロカネを用いた武器を作り、古代種との戦いに大きく貢献する。
シスター・ニア
声 - 長久友紀
星刻教会のシスター。27歳。信仰心に篤く、常に神に祈っているが、一方で神に強く依存している。とあるクエストクリア後は成長と共に大きく服装が変化する。
ディナ
声 - 大空直美
行商を営む女性商人。18歳。漂流村の倉庫を預かり、物々交換で素材の売買を始める逞しさを持つ。
エアラン
声 - 竹本英史
ロムン帝国憲兵団に所属する軍人。36歳。ぶっきらぼうだが職務には真面目な人物。「名無しの切り裂き魔」の情報を得た仲間と共に乗船していた。意外にも手先が器用で、第3部からは工芸屋を始める。
レーヤ
声 - 安西英美
グリークの富豪ディオール家の跡取り。11歳。ロンバルディア号に乗っていたピッカードに助けられ、セイレン島に漂着した。ピッカードと共に漂流村の畑を担当する。
ミラルダ
声 - 田中栄理奈
グリーク地方で夫の料理屋を手伝う女性。32歳。主婦としての腕を振るい、漂流村の台所を担当する。
リヒト
声 - 新井良平
医学生の青年。20歳。ロンバルディア号の船医が急病になったため見習いとして乗船していた。臆病な性格で、漂着後に出会ったエアランを怖がって逃げ回っていた。
クイナ
声 - 下地紫野
「名無しの切り裂き魔」の人質となっていた漂流者の少女。10歳。イタズラ好きでロンバルディア号の船員服を着ているが、両親の存在などを含めて正体不明なところが多い。
オースティン
声 - 岸尾だいすけ
グリア貴族の自称芸術家。24歳。かなり独特の画風で、アドルも反応に困ってしまう。意外に腕が立ち、レイピアを装備する。
シルヴィア
声 - 新千恵子
10年前までロムンのコロセウムで戦っていた老婆。70歳。生涯無敗の戦績を誇り「銀翼の鷹」の異名をとる大剣闘士で、古代種すら一人で屠る腕を持つ。
タナトス=ベルダイン
声 - 藤本たかひろ
リコッタが「父上」と慕う探検家。68歳。アドル達より一年ほど前に漂着したらしく、島を調査しながらリコッタの教育を行っていた。とある事情で行方不明となっている。
カシュー
声 - 奥畑幸典
ロンバルディア号の船員。22歳。見習い船員として乗船したアドルと仲良くなる。
フランツ
声 - 阿座上洋平
ロズウェル家に仕える若き執事。28歳。ラクシャいわく「なんでもこなしてしまい、困ったところを見たことがない」というほどで、セイレン島でも優雅に燕尾服を着こなす。少々毒舌。
グリゼルダ
声 - 大空直美
『イース セルセタの樹海』で登場したセルセタ地方の総督。32歳。視察の帰りにロンバルディア号に乗船していたため漂流者となる。

### その他
リトル・パロ
声 - 龍田直樹
セイレン島に生息するオウム。オス。見つけたバルバロス曰く人に慣れているらしい。覚えた言葉を片言ながらも喋ることができるため、島を探索中のアドルたちと漂流村の伝令役を務める。正体は「大地神マイア」の化身。
ハシビロコウ
いつの間にか漂流村に居た角の生えた鳥。リコッタの「センパイ」で育ての親。魚を与えるとアイテムを貰える。リコッタ加入後からは迎撃戦にも参加する。
ピッカード
小型のイノブタのようなマスコット的存在。元々はロンバルディア号で飼育されていた。
マスターコング
声 - 藤本たかひろ
リコッタが「ししょー」と呼ぶ白い毛の大猿。好物の「完熟マンゴー」を持っていくと戦うことが出来、新たなスキルを教えてもらえる。条件を満たすと迎撃戦にも参加する。
みっしぃ
ジャンダルムの洞窟内に住み着いた生物。腹を空かせており、料理を与えるとアイテムを貰える。
キャプテン・リード
声 - 阿座上洋平
グリーク地方で恐れられたという海賊。海賊船エレフセリア号を駆り、多島海の島々を襲ったと云われている。

### エタニア王国の人々
オルガ
声 - 鹿野優以
ダーナと同時期に大樹の巫女候補として寺院に来た女性。規律に厳しいがダーナの理解者でもあり親友。周りからの信頼も厚いため巫女候補の筆頭と思われていた。ダーナが巫女になってからは祭司長となりダーナを支える。
サライ
声 - 金子有希
ダーナと同時期に大樹の巫女候補として寺院に来た女性。ダーナが巫女に選ばれた後、家庭の事情で寺院を出るが、実はエタニア国女王イレーネの娘で、後に王太女として再会する。
実は本物のサライは幼い頃に亡くなっている。ダーナやオルガが接していたサライは、擬態の力でサライに成り代わったウーラである。
ドラン
声 - 大川透
王宮を警護する衛士長。
ラステル
声 - 天﨑滉平
ドランの息子で衛士に憧れる少年。「衛士任官前の修行」と称しては父親の後を付いて回っている。
ミーア、シーア
声 - 千本木彩花
ダーナと仲の良い双子の少女。
イオ(PS Vita版を除く)
声 - 悠木碧
薄桃色の髪が特徴の少女。隠された地下聖堂に入り込めるなど謎が多い。
実は初代「大樹の巫女」。思念体として歴代の巫女に真実を伝えてきた。
オド
エタニア王国の理術士。ラクリモサの淘汰により国民に病いが流行し、それを治すために理力を使い過ぎたために亡くなる。

### 人外の存在
ウーラ
声 - ？？？
擬態の力で繁栄を築いた「天の時代」の「進化の護り人」。ダーナの前にローブを纏った姿で現れる。
実は幼い頃に亡くなったサライの人格と容貌を復元して自身の中に取り込み、サライに成り代わっている。
ヒドゥラ
声 - 掛川裕彦
「海の時代」の「進化の護り人」。ウーラと共に行動する人外の存在。海洋生物のような容姿で、理知的な性格。
ミノス
声 - 藤本たかひろ
「氷の時代」の「進化の護り人」。ウーラと共に行動する人外の存在。ミノタウロスのような容姿で、見た目通り粗野で豪快。
ネストール
声 - 新千恵子
「蟲の時代」の「進化の護り人」。ウーラと共に行動する人外の存在。爬虫類を彷彿とさせる容姿で、合理的で冷徹な性格。
大地神マイア
声 - 安西英美
世界を創り上げた大地母神。

### 精霊
ジンヤ
息吹の精霊。ティティス参道で理力の淀みにとらわれていたところをダーナに救われる。
エイミー
声 - 千本木彩花
つくもの精霊。地下聖堂で理力の淀みにとらわれていたところをダーナに救われる。ダーナ編のショップの役割を担当する。
ワグマール
声 - 大川透
森の精霊。トワル街道で理力の淀みにとらわれていたところをダーナに救われる。スタイル「グラティカ」を与えてくれる。
リンデル
ささやきの精霊。地下聖堂・燈火の間で理力の淀みにとらわれていたところをダーナに救われる。
プラウ
しずくの精霊。エルドの妹。王都東で理力の淀みにとらわれていたところをダーナに救われる。
エルド
大河の精霊。プラウの兄。大樹の寺院で理力の淀みにとらわれていたところをダーナに救われる。
アスティオス
声 - 小島幸子
光の精霊。スタイル「ルミナス」を与えてくれる。
オリヴィス
白夜の精霊。ロディニア街道で理力の淀みにとらわれていたところをダーナに救われる。
クシュナ
常闇の精霊。地下聖堂・氷結の間で理力の淀みにとらわれていたところをダーナに救われる。
セレネ
盟約の精霊。地下聖堂・灼熱の間で理力の淀みにとらわれていたところをダーナに救われる。

## 世界観
セイレン島
本作の冒険の舞台となる無人島で、グリーク地方南東にある海域、ゲーテ海に点在する島の1つ。
ゲーテ海は別名「多島海」と呼ばれており、無数の島と複雑な海岸線で構成された航海の難所として知られている。特にこの島の周辺を通り掛かった船はいずれも原因不明の沈没を遂げており、上陸して生還した者もいないため、船乗りたちからは「永遠に呪われた島」として恐れられるようになった。名前の由来は船を沈める魔物の名「セイレン」で、海賊たちによって名付けられたもの。
ロンバルディア号
プロローグの舞台となる大型客船。アドルとドギは船員見習いと人足として乗り込んでいた。
突然海中から現れた触手に沈められてしまう。
エタニア王国
かつてセイレン島にあった、非常に高度な文明と栄華を誇った王国。「女王」と「巫女」が政治・宗教の頂点に立ち、治められていた。
アドル達の時代には廃墟となっており、エタニア王国の滅亡の謎を追うことが本作の最大のテーマとなっている。
王都アイギアス
エタニア王国の王都。奥には「エタニア王宮」が建てられている。
大樹の寺院
王都アイギアスの南に位置している、「巫女」を頂点とした寺院。寺院の奥には、巨大なはじまりの大樹がある。
はじまりの大樹
エタニア王国の「大樹の寺院」にそびえ立っている、非常に巨大な樹木。長年にわたって、エタニアの地に「理力」を生み出す力を与えてきた。寺院の信仰の対象であり、エタニア王国の象徴とも言える存在。
しかし実は、星の環境を守るために、繁栄した種族を選別して、弱い種族を淘汰するためのシステムにおける装置であることが判明する。大樹は「生きようとする意志」を糧としており、それを摘み取ることで自らを維持する。
想念の樹
唯一、「はじまりの大樹」による種族淘汰「ラクリモサ」に対抗できるとされる存在。膨大な想念により「想念の樹」が育ったとき、あらゆる節理や理法に干渉して、「涙の日」の克服が可能であるとされる。
進化の護り人
ラクリモサによって、選択と淘汰という進化がもたらされるのを見届ける存在。過去にラクリモサによって滅ぼされた種族の中から、強力な古代種を単独で打ち倒した者ただ一人が「進化の護り人」として選ばれる。護り人となった者は「不老不死」となり、その後のラクリモサを見守る存在となる。